# FK Kukësi
Futboll Klub Kukësi, zkráceně FK Kukësi, je albánský fotbalový klub z města Kukës, který byl založen v roce 1930. Své domácí zápasy hraje na stadionu Zeqir Ymeri s kapacitou cca 5 000 míst. Klubové barvy jsou modrá a bílá.
V evropských pohárech debutoval v sezóně 2013/14, kdy se propracoval z prvního předkola přes estonský tým FC Flora Tallinn, bosenský FK Sarajevo a ukrajinský FK Metalurh Doněck až do 4. předkola Evropské ligy proti Trabzonsporu (resp. play-off předkola, jak bývá 4. předkolo označováno). V prvním zápase podlehl na domácím hřišti Trabzonsporu 0:2, v odvetě v Turecku 1:3 a z evropských pohárových zápasů byl vyřazen.

## Výsledky v evropských pohárech
| Soutěž             | Sezóna  | Kolo        | Soupeř             | Doma | Venku | Celkem  | Postup  |
| ------------------ | ------- | ----------- | ------------------ | ---- | ----- | ------- | ------- |
| Evropská liga UEFA | 2013/14 | 1. předkolo | FC Flora Tallinn   | 0:0  | 1:1   | 1:1 (v) | postup  |
| Evropská liga UEFA | 2013/14 | 2. předkolo | FK Sarajevo        | 3:2  | 0:0   | 3:2     | postup  |
| Evropská liga UEFA | 2013/14 | 3. předkolo | FK Metalurh Doněck | 2:0  | 0:1   | 2:1     | postup  |
| Evropská liga UEFA | 2013/14 | 4. předkolo | Trabzonspor        | 0:2  | 1:3   | 1:5     | vyřazen |
| Evropská liga UEFA | 2014/15 | 1. předkolo | FK Kajrat Almaty   | 0:0  | 0:1   | 0:1     | vyřazen |